# 野獣捜査線
『野獣捜査線』（やじゅうそうさせん、原題: Code of Silence）は、1985年にアメリカ合衆国で公開されたアクション映画。後に『沈黙の戦艦』『逃亡者』などのヒット作を生み出すアンドリュー・デイヴィスが監督し、『地獄のヒーロー』のチャック・ノリスが主演した。

## 概要
この作品は、これまでノリスが出演した空手を用いて戦う強い男という一辺倒なイメージを覆し、全編に渡りハードボイルドテイストで描かれている。

## あらすじ
シカゴ市警で働くエディ・キューサックは、二大麻薬組織を追跡中に、同僚の誤射事件に巻き込まれてしまう。そして相棒も足を負傷し、別のパートナーと組むことになる。だが彼は、何でも一人で事件を解決する正義感の強さのあまりに周りからは反感を買い、孤立してしまう。そして二大麻薬組織と一人で戦うこととなった。

## キャスト
| 役名                     | 俳優                       | 日本語吹替 |
| 役名                     | 俳優                       | テレビ朝日版 |
| ------------------------ | -------------------------- | --- |
| エディ・キューザック     | チャック・ノリス           | 井上孝雄 |
| ルイス・コマチョ         | ヘンリー・シルヴァ         | 森川公也 |
| ケイツ署長               | バート・レムゼン           | |
| ダイアナ・ルナ           | モリー・ヘイガン           | 安達忍 |
| ニック・コパラス         | ジョー・ガザルド           | 村山明 |
| トニー・ルナ             | マイク・ジェノヴィーズ     | |
| ドラート                 | デニス・ファリーナ         | |
| フェリックス・スケイルス | ネイザン・デイヴィス       | |
| クレイギー               | ラルフ・フーディ           | |
| ピレリ                   | アレン・ハミルトン         | |
| ビクトル・コマチョ       | ロン・ヘンリクエッツ       | 若本規夫 |
| ブレナン                 | ロン・ディーン             | |
| スパイダー               | ウィルバート・ブラッドリー | |
| ミュージック             | ジーン・バージ             | |
| エフレン                 | ミゲル・ニーニョ           | |
| ドック                   | ロニー・バロン             | |
| その他                   |                            | 大木民夫 及川ヒロオ 上田敏也 北村弘一 池田勝 藤本譲 安田隆 中庸助 筈見純 村松康雄 大山高男 火野カチコ 藤城裕士 津田英三 古田信幸 片岡富枝 有馬瑞香 城山堅 林一夫 塚田正昭 伊井篤史 勝生真沙子 椎橋重 向殿あさみ 花咲きよみ |
|                          |                            | |
| 演出                     |                            | 伊達康将 |
| 翻訳                     |                            | 平田勝茂 |
| 調整                     |                            | 荒井孝 |
| 効果                     |                            | リレーション |
| 制作                     |                            | 東北新社 |
| 解説                     |                            | 淀川長治 |
| 初回放送                 |                            | 1988年8月21日 『日曜洋画劇場』 |

- 日本語吹替はDVD『吹替の名盤』シリーズに収録（20世紀フォックス ホーム エンターテイメント ジャパン、2015年9月2日発売、約98分）

## その他
この作品は、元々クリント・イーストウッドのために書かれた脚本であり、イーストウッドを尊敬するノリスがそれに変わって出演した（公開当時のプログラムでも紹介されている）。またノリス自身、お気に入りの作品と語っている（キネマ旬報のインタビューを始め、目に出来る数多くのインタビューで同様のことが語られている）。彼の代表作の一つとして認知されている。テレビの初放映はテレビ朝日の『日曜洋画劇場』。その後は、テレビ東京の深夜帯や『午後のロードショー』で度々放送されている。

## アクション
この作品でアクションに転向したアンドリュー・デイヴィスは、短いながら迫力のあるカーチェイス、ノリスの映画にしては控えめな格闘シーン、大胆な銃撃戦をメリハリよく、重厚なドラマの間に盛り込まれている。